# Hans Moravec
Hans Moravec (Kautzen, 30 de novembro de 1948) é um cientista da computação austríaco, professor do Instituto de Robótica da Universidade Carnegie Mellon. Ele é conhecido por seu trabalho em robótica, inteligência artificial e escritos sobre o impacto da tecnologia. Moravec também é um futurista com muitas de suas publicações e previsões focando no transumanismo. Moravec desenvolveu técnicas em visão computacional para determinar a região de interesse (ROI) em uma cena.